# Дехконободський джамоат
Дехконарі́цький джамоат (тадж. Ҷамоат Деҳқонариқ) — джамоат у складі Фархорського району Хатлонської області Таджикистану.
Адміністративний центр — село Арча.
Населення — 11756 осіб (2011; 10856 в 2010, 12053 в 2009).
До складу джамоату входять 6 сіл:
| Населений пункт             | Стара назва     | Населення, осіб (2009) | Населення, осіб (2010) |
| --------------------------- | --------------- | ---------------------- | ---------------------- |
| Арча                        | Арча            | 2398                   | 2158                   |
| Ґулістон                    | Гулістан        | 2496                   | 2248                   |
| Золі-Зард                   | -               | 374                    | 336                    |
| імені Саїфа Рахімзод Афарді | Бобосафол-Пойон | 3698                   | 3336                   |
| Обшорон                     | Шуркуль         | 1855                   | 1670                   |
| Рохі-Нав                    | Саксанасур      | 1232                   | 1108                   |